# Schita
La schita è una frittella composta da acqua, farina bianca e strutto, tipica dell'Oltrepò Pavese.

## Caratteristiche
Si prende una biella (ciotola), si mette un po' di farina, un pizzico di sale e si “bagna” il tutto con l'acqua. Poi si frigge in una padella, tradizionalmente con lo strutto, versando il preparato fino a stenderlo in modo omogeneo su tutta la superficie. Dopo qualche minuto si gira, si attende finché è ben dorata ed è pronta per essere servita.
Tipica dell'Oltrepò Pavese (dove viene anche chiamata schita d'la nona, “la schita della nonna”) è conosciuta anche come farsùla o paradèla.
In base alla tradizione, una volta fritta, viene mangiata senza nessun'altra aggiunta.
Tuttavia oggi ci sono diverse versioni: dolce (aggiungendo un pizzico di zucchero oppure anche una goccia di miele) e salata. 
Si può accompagnare anche ai salumi locali.  
La schita, in dialetto, veniva anche chiamata "cola" in quanto l'impasto usato per fare la focaccetta era del tutto simile a quello usato come colla per la realizzazione della cartapesta o per incollare la carta. 